# Mercat de la Seu d'Urgell
El Mercat de la Seu d'Urgell és un mercat tradicional que té lloc cada dimarts i dissabte al centre històric de la Seu d'Urgell (Alt Urgell). El mercat està format per més de 70 parades de fruita, verdura, formatges, mel, fruits secs, bacallà. oli, vi, pa i coques, flors, planters per als agricultors, moda tèxtil, ojectes de regal, sabons, herbes seques , etcètara. És el mercat de referència al Pirineu català i andorrà, un dels més grans dels Pirineus i considerat un dels millors set mercats tradicionals de Catalunya

## Situació
Té lloc al centre històric de la ciutat, estenent-se pel Carrer Major, el Carrer dels Canonges, la plaça dels Oms i la plaça Patalín. Aquesta última altrament coneguda com a plaça del Mercat.
Al carrer Major es troben les parades de menjar fresc, a la plaça del Mercat productes portats directament pels pagesos. Al carrer dels Canonges paradetes de roba.

## Història
L'establiment d'aquest mercat data de l'etapa de represa dels mercats en l'època carolíngia (segles IX-X) com els de Vic, Granollers, Cardona i Barcelona. Es podria haver establert al segle ix, se sap que l'any 850 existia un mercat a la localitat, també és esmentat l'any 1029, que feia palesa de la importància de la vila a la comarca i en les rutes internacionals del comerç, possiblement per la seva posició estratègica. Encara que els camins no fossin favorables o fàcils per l'existència de condicionans físics com els congostos dels Tresponts, per una banda, i del Pont de Bar, per l'altra.
L'existència del mercat va afavorir el creixement de la ciutat, i juntament amb la fira van afavorir els intercanvis entre banda i banda dels Pirineus, registrant-se diversitat d'operacions de comerç i la creació del servei de la bladeria, amb mesures oficials per als cereals, servei documentat ja al segle xiii que es trobava inicialment a la vila vella i que va ser traslladat a la vila nova a la plaça de l'exterior de la porta fortificada de Santa Maria d'Urgell.
Per exemple consta la venda de ferro manufacturat procedent de més enllà dels Pirineus al segle xiii i la venda de ferro local en brut.
El mercat era un referent comercial als Pirineus, al segle xii els vescomtes de Castellbò van iniciar una guerra comercial amb l'establiment del mercat de Castellbò, nucli de la dissidència contra el poder reial i contra l'eclesiàstic del bisbe d'Urgell. El 1171 per exemple el bisbe va acusar el vescomte Ramon II de Castellbò d'impedir als homes de la jurisdicció del vescomtat el lliure accés al mercat de la Seu.